# Eric Zätterström
Ej att förväxla med Erik Zetterström (1904–1997), mera känd som Kar de Mumma
Eric Gotthardsson Zätterström, född 2 juli 1891 i Malmö Karoli församling, död 15 oktober 1969 i Lunds Allhelgonaförsamling, var en svensk jurist och förste rådman i Ystad. Han var bror till Wilhelm Zätterström och halvbror till Pernilla Tunberger.
Eric Zätterström var son till grosshandlaren Gotthard Zätterström och hans första hustru Hilda Åkerman. Efter studentexamen i Stockholm 1909 studerade han juridik i Lund och blev juris kandidat där 1913. Han blev extra ordinarie notarie i Svea hovrätt och i Skånska hovrätten 1914 och gjorde sin tingstjänstgöring 1916–1918 varpå han blev extra rådman i Ystad 1919 och förste rådman där 1922. Eric Zetterström var sedan tillförordnad borgmästare i Ystad 1938–1941. Senare blev han förste rådman i nämnda stad.
Andra uppdrag Eric Zätterström hade var som ordförande i hyresnämnden 1920–1921, i 20 års markuppskattningsnämnd, sekreterare hos stadsfullmäktige 1921–1923, ordförande i byggnadsnämnden från 1922, i taxeringsnämnden 1923–1925 och 1928–1938, vice ordförande i lokalstyrelsen för högre allmänna läroverket 1938–1940 och som ordförande i styrelsen för Charlotte Berlins museum 1938–1943.
Han gifte sig 1921 med sjuksköterskan Margit Riben (1896–1986), dotter till sjöofficeren Fredrik Riben och Elisabeth Neumüller. De fick barnen Eric 1922, Ulf 1924, Inger 1926 och Björn 1940.
Eric Zätterström och hustrun Margit är begravda på Lunds norra kyrkogård.